# Leapînți, Hmelnîțkîi
Leapînți (în ucraineană Ляпинці) este un sat în comuna Zaharivți din raionul Hmelnîțkîi, regiunea Hmelnîțkîi, Ucraina.

## Demografie
Componența lingvistică a localității Leapînți
     Ucraineană (98,13%)
     Romani (1,5%)
     Alte limbi (0,37%)
Conform recensământului din 2001, majoritatea populației localității Leapînți era vorbitoare de ucraineană (98,13%), existând în minoritate și vorbitori de romani (1,5%).